# フージーズ
フージーズ（The Fugees）は、アメリカ合衆国の3人組ヒップホップ グループ。1990年代半ばに人気を博した。
彼らの楽曲は、ヒップホップを中心として、そこにソウルやカリブ系音楽（特にレゲエ）の要素を取り入れている。メンバーは、ラッパー/歌手のワイクリフ・ジョンがリーダーを務め、同じくラッパー/歌手のローリン・ヒル、そしてラッパーのプラーズ。ワイクリフ・ジョンとプラーズのルーツはハイチにあるが、ローリン・ヒルはニュージャージー州 サウスオレンジの出身である。
グループの名は、「難民（refugee）」に由来する。

## 来歴
グループ最初のアルバムは『ブランテッド・オン・リアリティ』であり、そこから2枚のアングラヒット・シングル「ナッピー・ヘッド」と「ボキャブ」が発表されたが、アルバム自体は普段から彼らの生のパフォーマンスを目にしてきたファンたちを満足させるには至らなかった。
しかしそれに続いて発表されたアルバム第2弾『ザ・スコア』が、1996年最高の売上げを記録した1枚となった。
フージーズの特徴は、思いもよらないような曲をカバーしたり、珍しい音源からサンプリングをすることである。例えば、『ザ・スコア』の中には、ボブ・マーリー&ザ・ウェイラーズの「ノー・ウーマン、ノー・クライ」や、ロバータ・フラックの「やさしく歌って」のカバーが収められている。また、彼らは、エンヤの「ボアディケア」を無断でサンプルしたヒット曲「レディ・オア・ノット」において、ザ・デルフォニクスの「レディ・オア・ノット・ヒア・アイ・カム」の再解釈を行った。この曲は訴訟沙汰を引き起こし、彼らはエンヤに対して、クレジットの明記と著作権使用料の支払いを行うことになった。また、バウンティ・キラーを客演に迎えた「キリング・ミー・ソフトリー」のリミックス・バージョンもロバータ・フラックからの抗議を受け、ついに正式リリースに至らなかった。フージーズは、幾度にも渡り、エンヤが事情をきちんと理解してくれたことに対して感謝の意を示している。
1997年、グラミー賞において、『ザ・スコア』がベストアルバム賞を、その中に収められているシングル「キリング・ミー・ソフトリー・ウイズ・ヒズ・ソング」がベストR&Bグループ賞を獲得した。これ以降、フージーズはソロ活動を優先させていった。
ローリン・ヒルは、ソロアルバム『ミスエデュケーション (The Miseducation of Lauryn Hill)』が絶賛された。ワイクリフ・ジョンは、キャニバス、デスティニーズ・チャイルド、カルロス・サンタナなどの数多くのアーティストたちのプロデュース活動を行いながら、自身のソロアルバム第1弾『カーニバル』を発表した。またプラーズは、マヤやオール・ダーティ・バスタードと共に、ウォーレン・ベイティとハル・ベリー主演映画『ブルワース』のサウンドトラック曲「ゲト・スーパースター」を発表した。互いにソロ活動を成功させていくにつれ、グループとして活動が難しくなっていく。メンバー同士の不仲説が解散理由として噂されているが、詳しくは不明。

## 再結成
2004年9月18日、ニューヨーク州ブルックリン区ベッドフォード・スタイベサント地区で開催され、映画『デイブ・チャペルのブロックパーティ』にその模様が収められているコンサートにおいて、フージーズが再結成を果たした。そのコンサートには、他にも、カニエ・ウェスト、モス・デフ、ジル・スコット、エリカ・バドゥ、ザ・ルーツ、タリブ・クウェリ、コモン、ビッグ・ダディ・ケイン、ビラル、デッド・プレズ、コディ・チェストナット、ジョン・レジェンド、セントラル州立大学の楽隊など、錚々たる顔ぶれが登場した。パフォーマンスの評価は上々であり、特にローリン・ヒルが殆どアカペラで歌い上げた「キリング・ミー・ソフトリー」が賞賛を集めた。チャペルは、映画を完成させるために、「ブロックパーティ・オールスターズ・フィーチャリング・デイブ・チャペル」の名で、2月〜3月にかけて、複数の都市での巡業を行った。また2005年6月28日、BET音楽賞の幕開けとして、12分間のパフォーマンスを発表した。彼らは新しいアルバムの製作に取り掛かっていると見られている。「テイク・イット・イージー」という曲がインターネットに漏洩し、結局、2005年9月27日、その曲が発売されるに至った。ビルボード誌のR&Bチャート40位まで上昇したが、その評価は厳しいものが多かった。2005年11月30日〜12月20日まで、彼らはヨーロッパ巡業を敢行した。これは1997年以来の初の巡業である。フィンランド、オーストリア、ノルウェイ、ドイツ、イタリア、フランス、英国、ベルギー、デンマーク、スウェーデン、スイス、スロバキアを巡った。2006年2月、ハリウッドで無料招待コンサートが行われ、ラジオ番組を通じて約8000人のファンが詰め掛けた。
2021年9月、2021年のワールド・ツアーのために再び再結成すること、フージーズのアルバム 『ザ・スコア』25周年記念アリーナツアーを開催する発表をした。
9月22日ニューヨークでシークレット公演を開催し、再び再結成を果たした。

## ディスコグラフィ

### アルバム
| 年                                        | タイトル           | アルバム詳細 | チャート最高位 | チャート最高位 | チャート最高位 | チャート最高位 | チャート最高位 | チャート最高位 | チャート最高位 | チャート最高位 | チャート最高位 | 認定 |
| 年                                        | タイトル           | アルバム詳細 | US             | AUS            | AUT            | CAN            | FRA            | GER            | SWE            | SWI            | UK             | 認定 |
| ----------------------------------------- | ------------------ | --- | -------------- | -------------- | -------------- | -------------- | -------------- | -------------- | -------------- | -------------- | -------------- | --- |
| 1994                                      | Blunted on Reality | - 発売日: 1994年2月1日 - レーベル: Ruffhouse, Columbia - フォーマット: CD, LP, cassette, digital download - 全米売上: 13万枚   | —              | —              | —              | —              | —              | —              | —              | —              | 122            | - FRA: ゴールド - UK: シルバー |
| 1996                                      | The Score          | - 発売日: 1996年2月13日 - レーベル: Ruffhouse, Columbia - フォーマット: CD, LP, cassette, digital download - 全米売上: 600万枚 | 1              | 5              | 1              | 1              | 1              | 1              | 2              | 1              | 2              | - US: 6× プラチナ - AUT: プラチナ - CAN: 5× プラチナ - FRA: ダイヤモンド - GER: 3× ゴールド - SWE: プラチナ - SWI: 2× プラチナ - UK: 5× プラチナ |
| "—"は未発売またはチャート圏外を意味する。 |                    | |                |                |                |                |                |                |                |                |                | |